# Joênia Wapixana
Joênia Wapixana, oficialment Joênia Batista de Carvalho (Roraima, 1974), és una advocadessa brasilera, membre de la tribu wapixana del nord del Brasil, i la primera indígena del país a exercir la professió. Després de presentar una disputa de terres a la Comissió Interamericana de Drets Humans, Wapixana es va convertir en el primer advocat indígena que va litigar davant del Tribunal Suprem del Brasil. És l'actual presidenta de la Comissió Nacional per a la Defensa dels Drets dels Pobles Indígenes.

## Primers anys
Joênia va néixer a l'estat brasiler de Roraima, i va créixer entre els pobles amazònics aïllats com els truarú o els guariba, on florien les formes tradicionals de vida i alguns dels ancians parlaven portuguès. Quan els seus pares van ser portats des del seu poble per registrar els seus naixements i els dels seus fills, un empleat va triar el nom oficial de Joênia Batista de Carvalho pels seus papers d'identificació. Ella s'identifica pel seu nom i la seva afiliació a una tribu com a Joênia Wapixana. En el moment en què ella tenia set o vuit anys, el pare de Joênia havia abandonat la família i la seva mare es va traslladar a la capital de l'estat, Boa Vista a la recerca de millors oportunitats econòmiques. Els nens van ser inscrits a l'escola, per bé que tres germans grans la van deixar per anar a treballar. Joênia completà la seva educació secundària a principis de 1990 i en un principi va considerar convertir-se en metge, ja que ella no estava interessat en la feina habitual per a les dones indígenes educades, l'ensenyament. Es va inscriure a l'escola juridica: de nit treballava en una oficina de comptabilitat per pagar-se els estudis. El 1997, Joênia es va graduar a la Universitat Federal de Roraima (portuguès: Universidade Federal de Roraima (UFRR)) com el primer advocat indígena al Brasil.

## Carrera
Batista de Carvalho va començar a treballar en el departament legal del Consell Indígena de Roraima (CIR). El 2004, va presentar una demanda davant la Comissió Interamericana de Drets Humans, on li demanava que obligués el govern del Brasil a establir oficialment els límits del territori indígena de Raposa Serra do sol, que són les terres tradicionals del pobles ingarikò, makuxi, patamona, pemon i wapixana. El 2005, el Tribunal Federal Suprem del Brasil (portuguès: Supremo Tribunal Federal (STF)) ratificà els límits de la reserva i la va declarar una zona de conservació mediambiental, en la qual els drets dels nadius estaven protegits constitucionalment, però altercats entre llenyataires, miners i les comunitats natives van continuar. El 2008, Batista de Carvalho bes va convertir en el primer advocat aborigen a pledejar davant el STF. El cas en qüestió era si el govern tenia el dret de repartir les terres de Raposa Serra do Sol en àrees fragmentades per donar suport a les reclamacions a la terra per part dels prospectors i productors d'arròs. Batista de Carvalho argumentà que la constitució prohibia aquesta mena de divisions i seria una violació de les proteccions a la constitució dels drets dels indígiens. El 19 de març de 2009, STF, en una votació de deu a un, va confirmar el dret exclusiu dels indis a ocupar i utilitzar les terres de la reserva de Raposa Serra do Sol.
El 2013, va ser nomenada com a primera presidenta de la Comissió Nacional de recent creació per a la Defensa dels Drets dels Pobles Indígenes. El càrrec va ser creat per l'Orde d'Advocats del Brasil com a mitjà de control de la legislació que pogués afectar els drets nadius. El paper de la Comissió és donar suport i intervenir si cal en assumptes legals dels tribunals inferiors o el Tribunal Suprem en els casos que afecten els drets dels indígenes.

## Premis i reconeixement
Batista de Carvalho va rebre el Premi Reebok de Drets Humans el 2004 i el 2010 fou guardonada amb l'Orde del Mèrit Cultural pel govern brasiler.